# ATS HS1
L'ATS HS1 fu la prima monoposto di Formula 1 messa in pista dal team ATS. Corse nella stagione 1978 pilotata da ben sette piloti diversi.
Spinta dal classico motore Cosworth DFV V8, fu progettata da Geoff Ferris e Robin Herd. Il telaio fu realizzato in alluminio e furono montati pneumatici Goodyear.
La vettura mostrò subito grandi problemi riguardanti la tenuta di pista, e anche se durante la stagione si verificarono miglioramenti la HS1 rimase sempre fortemente penalizzata in velocità di punta.